# Schendylops olivaceus
Schendylops olivaceus är en mångfotingart som först beskrevs av Crabill 1972.  Schendylops olivaceus ingår i släktet Schendylops och familjen småjordkrypare. Inga underarter finns listade i Catalogue of Life.